# Mimulicalyx
Mimulicalyx es un género con dos especies de plantas de flores perteneciente a la familia Scrophulariaceae. 

## Especies seleccionadas
- Mimulicalyx paludigenus
- Mimulicalyx rosulatus

- Datos: Q9033245
- Especies: Mimulicalyx